# Fort Worth Star-Telegram
Il Fort Worth Star-Telegram è un quotidiano statunitense diffuso nell'area metropolitana Dallas-Fort Worth.

## Storia
Il quotidiano venne fondato nel 1906 e attualmente è in concorrenza con il The Dallas Morning News, diffuso a Dallas e nella regione circostante. Il proprietario è la The McClatchy Company.